# Nercillac
Nercillac ist eine französische Gemeinde mit 1.036 Einwohnern (Stand: 1. Januar 2022) im Département Charente in der Region Nouvelle-Aquitaine; sie gehört zum Arrondissement Cognac und zum Kanton Jarnac. Die Einwohner werden Nercillacais genannt.

## Geographie
Nercillac liegt etwa sechs Kilometer ostnordöstlich von Cognac an der Soloire. Nachbargemeinden von Nercillac sind Réparsac im Norden und Nordosten, Chassors im Osten, Julienne im Süden und Südosten, Saint-Brice im Süden, Boutiers-Saint-Trojan im Westen und Südwesten sowie Val-de-Cognac im Westen und Nordwesten.

## Bevölkerungsentwicklung
| Jahr                       | 1962 | 1968 | 1975 | 1982 | 1990 | 1999 | 2006 | 2017 |
| Einwohner                  | 718  | 764  | 804  | 1047 | 1159 | 1050 | 1012 | 1081 |
| Quellen: Cassini und INSEE |      |      |      |      |      |      |      |      |

## Sehenswürdigkeiten
- Kirche Saint-Germain aus dem 11./12. Jahrhundert, frühere Priorei, mit Pfarrhaus und Zehntscheune

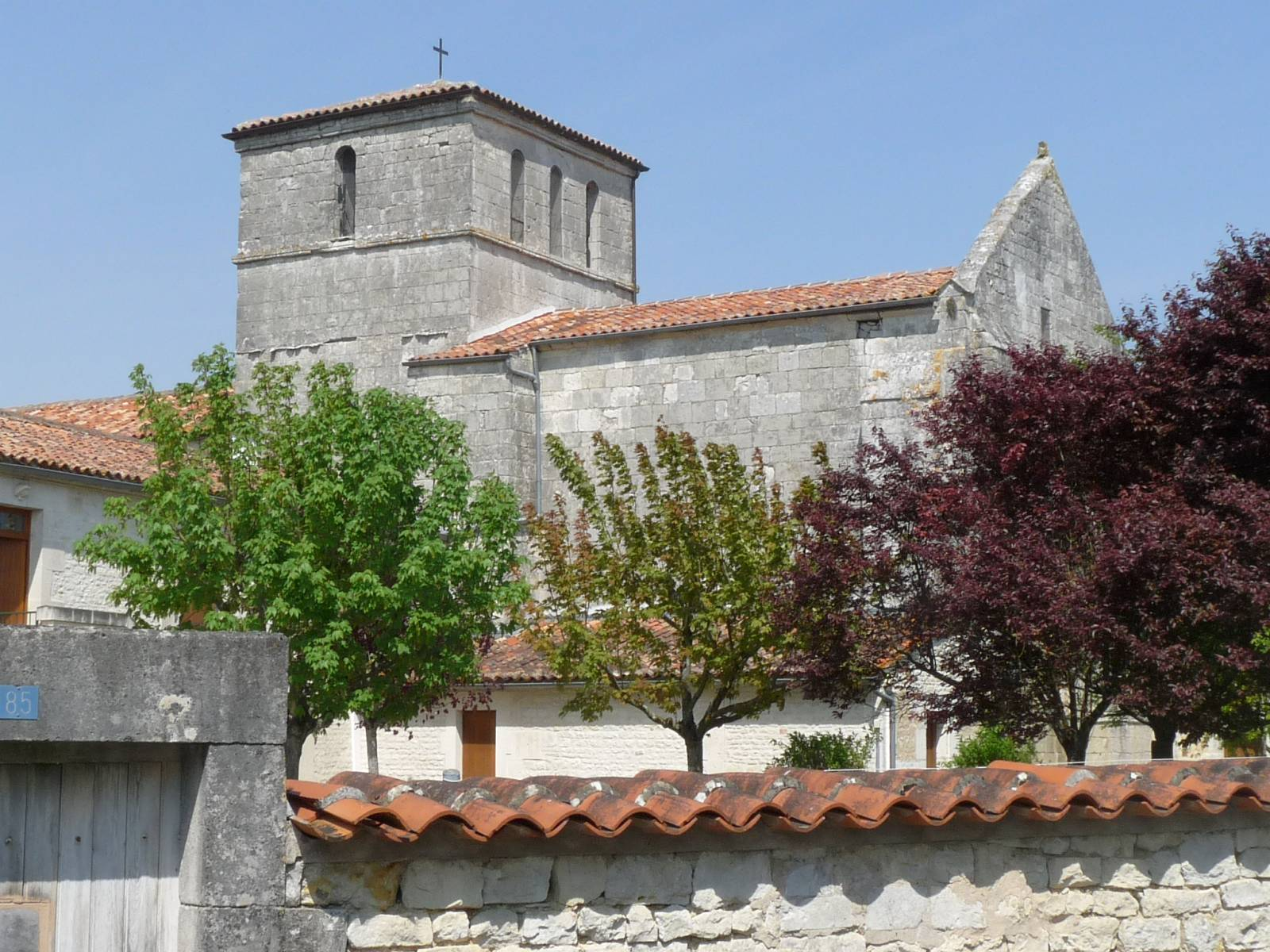
Kirche Saint-Germain